# Mara Hus
Mara Hus, tudi Mara Husu, pisateljica, rojena  24. 11. 1900 v Sežani, umrla 2. 1. 1944 (Banjaluka, Bosna).

## Življenje
Rodila se je očetu Antonu in materi Ani, rojeni Malalan. Izhajala je iz kmečke družine. Po zaključenih petih razredih osnovne šole je dokončala še dve leti nadaljevalne šole. Iz Italije se je preselila v Ljubljano, kjer se zaposlila kot dekla. Maša Grom, sežanska narodna delavka, ki je živela v Ljubljani, je Mari pomagala, da je leta 1922 odšla v Beograd. Tam je obiskovala šolo za zaščitne (medicinske) sestre, ki jo je zaključila v dveh letih ter opravila maturo meščanske šole.  
Kot zaščitna sestra je službovala v več mestih v Makedoniji, in sicer v Strugi in Bitoli med leti 1924 in 1937. Do smrti je delala v Banjaluki v Bosni. Delovala je v društvih Slovencev, ki so delali v tistih krajih. 
V Makedoniji se je poročila s slovenskim zdravnikom, ki je bil njen sodelavec, in je umrl leta 1935.

### Smrt
Bila je udeleženka narodnoosvobodilnega boja. Ubili so jo Nemci, ko so pregnali partizane, vdrli v Marino hišo in pobili vse ljudi v njej.  

## Delo
Pri osemnajstih letih je začela pisati črtice, ki jih je objavljala v revijah Ženski svet, Vrtec, Naš rod, predvsem pa v Mladiki. Njen urednik, pisatelj Fran Saleški Finžgar, jo je tudi spodbujal in ji svetoval.
20 črtic je objavila v Mladiki (1928–1941). Pisala je tudi povesti.
V črticah in povestih je zelo stvarno opisovala svoje težko življenje in življenje Slovencev v Makedoniji. Leta, ko je delala kot služkinja, je opisala v povesti Njene službe (Mohorjeva knjižnica 59, Celje 1933). Besedilo nosi podnaslov »povest služkinje«.
Živa plamenica je izšla v Mladiki leta 1937, leto pozneje v Mohorjevi knjižnici. Opisuje svoj zakon ter boj za ustvaritev družinskega ognjišča. Je dvakrat daljša od prve povesti. 
Izbor njenih črtic (urednik in avtor spremne besede prof. Viktor Smolej) je izšel pod naslovom Po odgonu in druge zgodbe (Koper, 1955).
Dr. Mateja Ratej je o Mari Hus zapisala:"Pisateljice Mare Hus tedanji moški svet literature kajpak ni pričakal odprtih rok, vendarle pa recenzije ob prvencu še zdaleč niso bile tako ostre kot ob naslednjem poskusu daljšega literarnega besedila leta 1937, ki je nakazovalo na možnost ugnezditve pisateljičinega imena na slovenski Parnas. Jakob Šilc je tako v Domu in svetu leta 1934 zapisal, da proza pisateljice še ni prečiščena in ustaljena, vendar lahko v določenih delih "začutimo resnično utelešenje prave pisateljice, ki nekaj obeta."  
Boris Merhar je medtem Mari Hus v Ljubljanskem zvonu očital, da "povezanost epskega dogajanja v povesti ni vseskozi skladno uravnana", njeno razumevanje socialne problematike pa se mu je zdelo "naivno optimistično". Kljub temu je milostno zaključil, da je knjiga jezikovno skrbno napisana in bo "kot obzirno vzgojna ljudska povest brez višjih ambicij marsikomu prijetno čtivo." V članku avtorica nadaljuje z analizo odzivov na delo Mare Hus, predvsem odzivov Marije Kmet, Ivana Grafenauerja, Vladimirja Pavšiča (Mateja Bora).